# Coppins
Coppins è una casa di campagna inglese, presso il villaggio di Iver nel Buckinghamshire, in Inghilterra; fu parte delle residenze di proprietà dei sovrani d'Inghilterra e venne progettata dall'architetto John Mitchell per conto della principessa Vittoria d'Inghilterra, sorella di re Giorgio V d'Inghilterra, la quale alla morte della regina madre Alessandra nel 1925 si ritirò a vivere in questa casa. La principessa Vittoria la lasciò in eredità al nipote, il principe Giorgio, duca di Kent, nel 1935; nel 1973 la casa venne venduta al comandante d'esercito Eli Gottlieb.